# Enoplolambrus praedator
Enoplolambrus praedator is een krabbensoort uit de familie van de Parthenopidae. De wetenschappelijke naam van de soort is voor het eerst geldig gepubliceerd in 1906 door De Man.